# Аска и вук
Аска и вук је приповијетка коју је написао Иво Андрић. Прича симболично приказује вјечиту борбу између добра и зла, лијепог и ружног. Аска је необична овчица која плесом покушава да опчини вука и тако побиједи сигурну смрт. На крају у томе и успијева.

## Тема
Аскина игра за живот.

## Радња
Још као мала овчица Аска се разликовала од својих вршњака. Док су остале овчице биле добре и мирне, Аска је била мала, плаха, расијана, немирна и неукротива. Није слиједила своју мајку, а ни остале овце из стада, него је лутала путевима које је сама проналазила. Била је радознала и смјела, самостална и упорна у својим намјерама. Имала је чудну и опасну навику да одлута далеко од овчјих пашњака и да тражи пашу на неким непознатим и удаљеним местима. Њена занесеност и опијеност пределом који је окружује довели су је у опасност и она се једног дана нашла, лице у лице, са страшним вуком. Суочена са смрћу, уплашена и свјесна да јој у том тренутку нико не може помоћи Аска је одлучила да игра, да својом игром продужи свој живот. Њени први покрети су били несигурни и неспретни, као у грчу. Била је то скромна игра на смрт осуђеног тијела, али довољно лијепа да изненади лукавог вука и привуче његову пажњу. Са ужасним осјећајем у срцу да не смије стати, Аска је искористивши све своје знање научено у школи, кренула у непознату игру, која је била изван свих школских правила и свега што се учи и зна. Из тијела је извлачила неочекивану снагу и вјештину, а њени покрети су били све љепши и љепши. Неспретна и скромна игра се претворила у чудесну игру и савршен призор љепоте. Иако је била млада и неискусна, Аска је успјела да својом игром за живот, надигра и превари искусног и лукавог вука, који је занесен и очаран љепотом испред себе постао неопрезан и лака мета за пастире. Њена игра јој је помогла да савлада страх од смрти и преброди опасност у којој се нашла.
За Аску смрт није био једини избор. Она је изабрала да њен посљедњи покрет буде игра и играла је као нико да тада. Њена игра није била само игра, она је била чудо невиђено. Својом вољом за животом, снагом и умјетничком лепотом, Аска је побиједила смрт и показала свима да умјетност и воља за отпором побјеђују свако зло, па и саму смрт.